# Mammillaria compressa

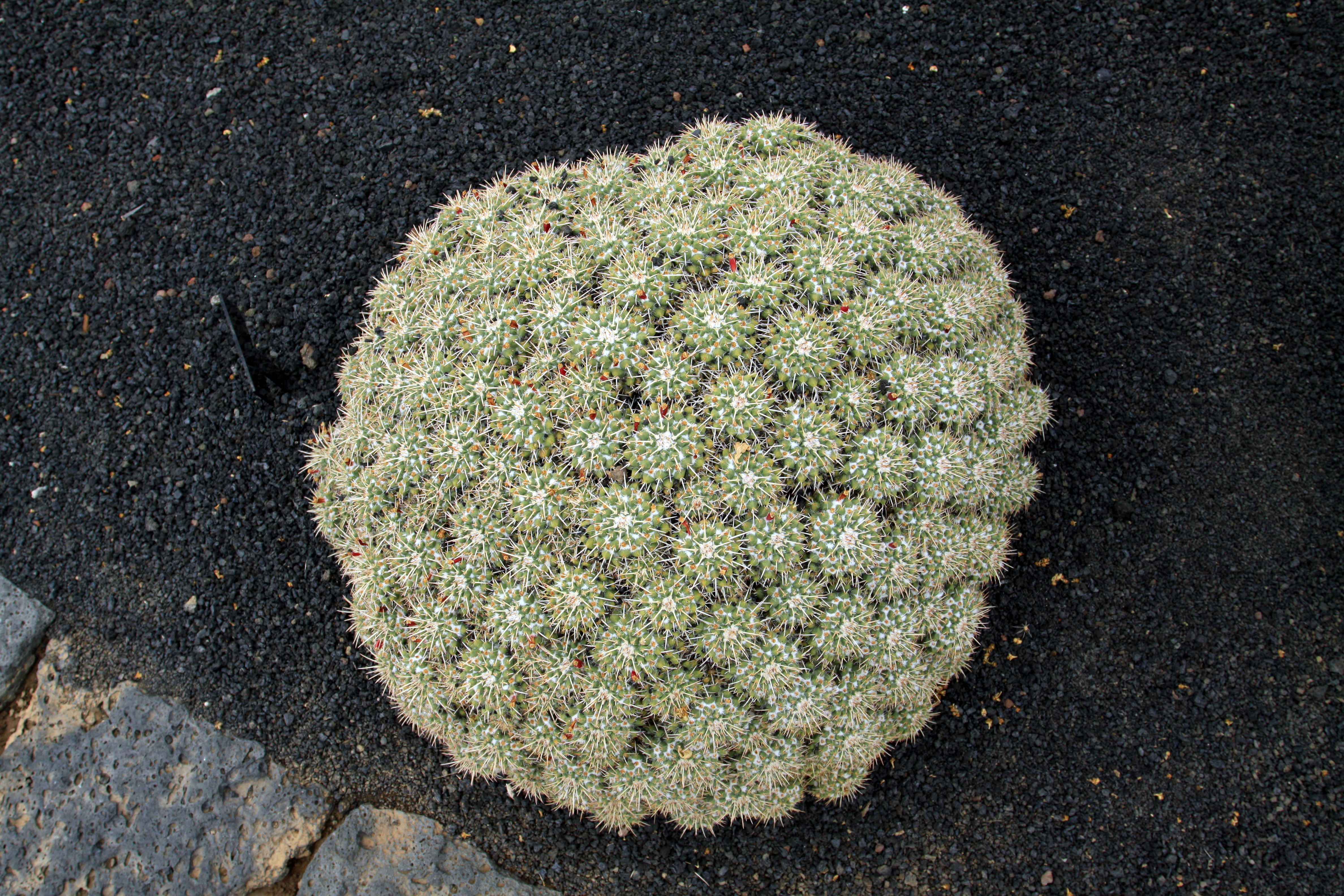
Mammillaria compressa

Mammillaria compressa ist eine Pflanzenart aus der Gattung Mammillaria in der Familie der Kakteengewächse (Cactaceae). Das Artepitheton compressa bedeutet ‚zusammengedrückt, gedrängt‘.

## Beschreibung
Mammillaria compressa, zunächst einzeln vorkommend breitet sich die Art rasenförmig aus. Die graugrünen Pflanzenkörper sind kugelig bis keulig und im Scheitel weißwollig und werden 15 bis 20 Zentimeter lang und 5 bis 8 Zentimeter im Durchmesser groß. Sie haben rhombische, zum Teil vierkantige Warzen mit einer Länge von bis zu 10 Millimeter und einer Breite von bis zu 8 Millimeter. Die Axillen haben weiße Borsten und sind dicht weißwollig. Die 4 bis 6 Randdornen sind 2 bis 7 Zentimeter lang und kreidig weiß mit bräunlichen Spitzen (einige sind kürzer). Mitteldornen sind nicht vorhanden.
Die kleinen nur 1 bis 1,5 Zentimeter großen glockenförmigen Blüten sind hellrosa bis purpurfarben. Die rundgeformten Früchte sind knallrot. Die Samen sind braun.

## Verbreitung, Systematik und Gefährdung
Mammillaria compressa ist in den mexikanischen Bundesstaaten Guanajuato, Querétaro, Hidalgo, Tamaulipas und San Luis Potosí beheimatet und kommt in Höhenlagen zwischen 850 und 2240 Metern vor.
Die Erstbeschreibung erfolgte 1828 durch Augustin-Pyrame de Candolle. Nomenklatorische Synonyme sind Cactus compressus (DC.) Kuntze (1891), Mammillaria angularis f. compressa (DC.) Schelle (1907, nom. illeg.) und Neomammillaria compressa (DC.) Britton & Rose (1923).
Es werden folgende Unterarten unterschieden:
- Mammillaria compressa subsp. compressa:
In der Regel große Polster bildend; Mitteldornen immer fehlend.
- Mammillaria compressa subsp. centralifera (Repp.) D.R.Hunt:
Die Erstbeschreibung als Mammillaria centralifera erfolgte 1987 durch Werner Reppenhagen.[4] David Richard Hunt stellte die Art 1997 als Unterart zu Mammillaria compressa.[5] Oft einzeln vorkommend; Mitteldornen meist vorhanden.

In der Roten Liste gefährdeter Arten der IUCN wird die Art als „Least Concern (LC)“, d. h. als nicht gefährdet geführt.

## Nachweise